# Arbutus andrachne

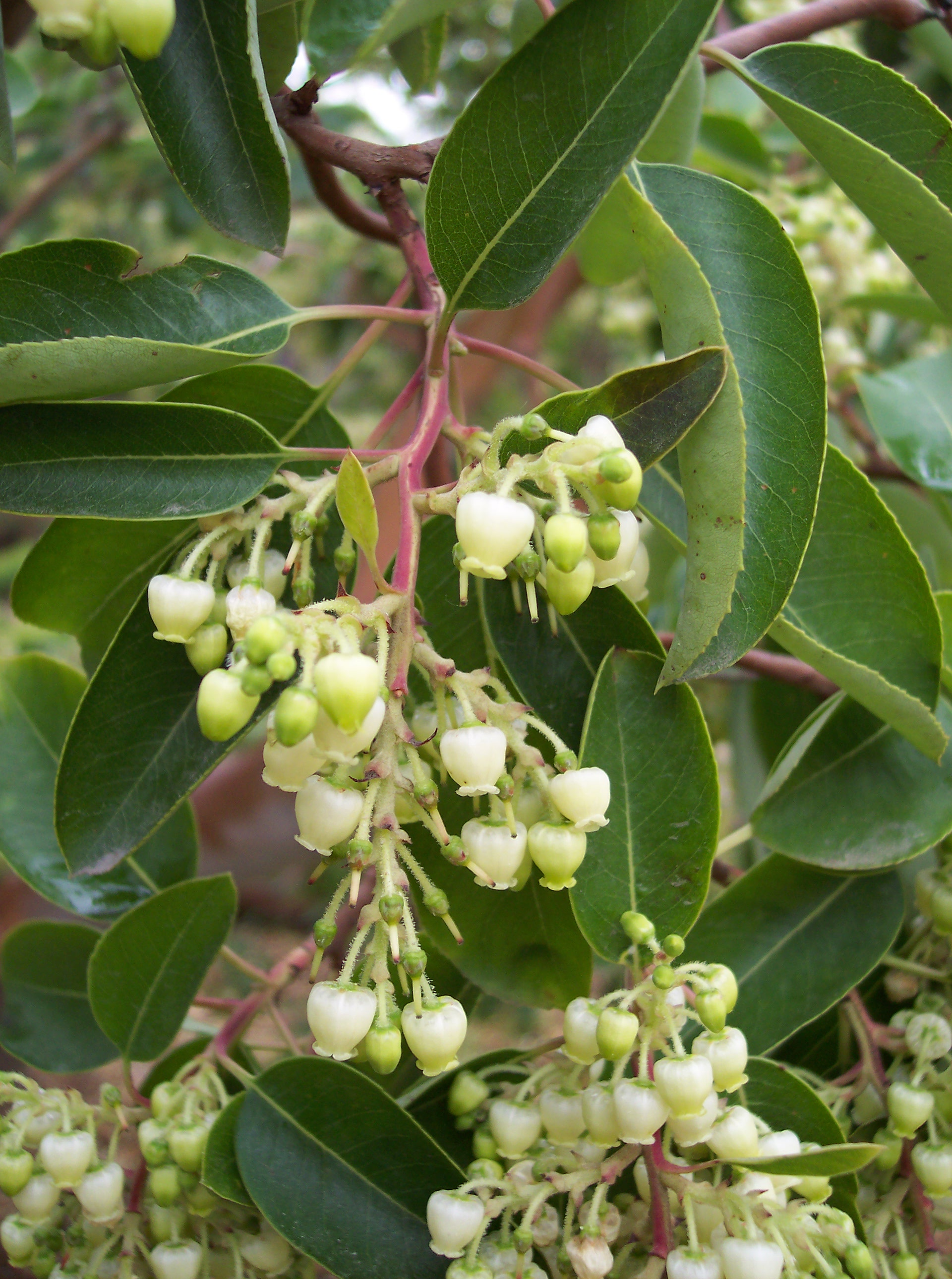
Flores.

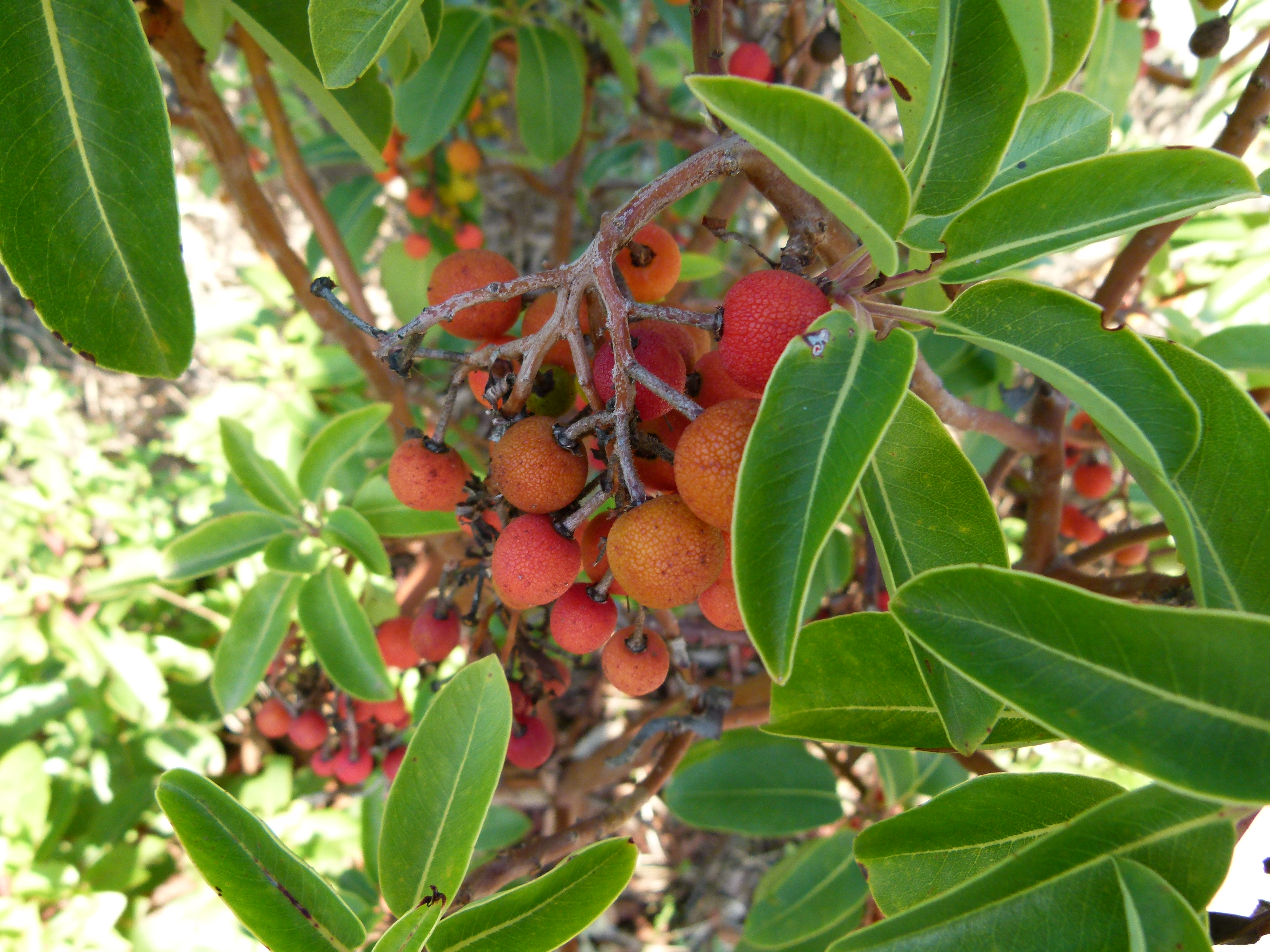
Frutos maduros in situ.

Arbutus andrachne é uma espécie de plantas com flor da família das Ericaceae, nativa da bacia do Mediterrâneo e do Médio Oriente. É um arbusto ou pequena árvore de folhagem perene e com elevada resistência à secura. A espécie é por vezes designada pelos nomes comuns de medronheiro-oriental e medronheiro-do-levante.

## Descrição
Arbutus andrachne é um arbusto ou pequena árvore, perenifólio, que pode atingir uma altura de cerca de 12 metros. O tronco apresenta casca lisa que esfolia em lâminas delgadas durante o verão, deixando uma camada com cor verde-clara, que muda gradualmente para castanho-alaranjado no outono. A madeira é dura e granulada.
As folhas são oblongas, com margens inteiras ou serrilhadas, de textura coriácea, com entre 5 e 10 cm de comprimento, de coloração verde-escuras na página superior e um pouco mais claras na página inferior.
As flores hermafroditas ocorrem em inflorescências do tipo panícula, com antese na primavera, de coloração branca ou verde-amarelada, perfumadas. São polinizadas por abelhas.
Os frutos são bagas de coloração laranja-avermelhada, de forma globosa, com 1 a 1,5 cm de diâmetro e superfície granulada, que amadurecem no outono e que, quando deixados secar em local fresco, são consumidos como doces mastigáveis. Alguns estudos apontam propriedades antioxidantes nos frutos de A. andrachne.

## Cultivo
A espécie reproduz-se fundamentalmente por semente, sendo difícil a sua reprodução por estaquia. Antes de ser semeada, a semente deve ser deixada alguns dias em água morna. O canteiro deve ser colocado em local sombreado. As sementes germinam após dois ou três meses. Cresce bem em todos os tipos de solo, exceto calcários, húmidos ou secos. De crescimento lento, tolera muito mal os transplantes. Pode ser plantada a pleno sol ou meia sombra, suportando bem frios não muito fortes (até -15 °C). Os espécimes adultos resistem bem à seca.
O cultivo para fins ornamentais é antigo e foram desenvolvidos alguns híbridos:
- Arbutus x andrachnoides Link, 1821 é um híbrido entre A. andrachne e A. unedo.[7][8]
- Arbutus x thuretiana Demoly, nothosp. nov. é um híbrido entre A. andrachne e A. canariensis,[7] assim designado em homenagem a Gustave Thuret, naturalizado no Jardin botanique de la Villa Thuret.[9] A. x thuretiana, conhecido por sua casca castanho-avermelhada perfeitamente lisa, esfoliando na primavera para mostrar uma nova casca verde-claro, que gradualmente escurece e fica novamente avermelhada no verão.[7]

Arbutus andrachne foi reportado  em 1765 como introduzido nos jardins britânicos por Peter Collinson, integrado na coleção que o médico Dr John Fothergill mantinha nos seus jardins e estufas em Upton House, Essex (agora West Ham Park).
É cultivada por seus frutos, pela madeira, para formação de cercas e como árvore ornamental. O uso comestível dos frutos é amplamente conhecido tendo aproveitamento nutricional como:
- Compotas e conservas
- Bebidas alcoólicas por fermentação
- Produto em calda embalado, formato que parece ser bem mais comum e conhecido nos países asiáticos.

A espécie é usado em homeopatia, para o tratamento de eczema, lombalgia e distúrbios da bexiga.

## Taxonomia
Arbutus andrachne foi descrita por  Carolus Linnaeus e publicado em Sp. Pl., ed. 2, 566, 1762.
A etimologia do epíteto específico deriva do vocábulo grego clássico ἀνδράχνη, que significa "morango-silvestre", uma referência ao nome comum da árvore (árvore-morangueiro) e dos seus frutos.
O nome genérico Arbutus tem origem no termo latino que designava o medronheiro (Arbutus unedo) uma espécie morfologicamente próxima e cuja área de distribuição natural se sobrepõe na Península Balcânica e em partes da Ásia Menor.
A espécie tem uma larga sinonímia, a qual inclui:
- Andrachne frutescens Ehret
- Arbutus andrachne var. angutiserrata H.Lindb.
- Arbutus idaea Gand.
- Arbutus integrifolia Lam.
- Arbutus integrifolia Sieber ex Klotzsch
- Arbutus lucida Steud.
- Arbutus serratifolia Lodd.
- Arbutus sieberi Klotzsch

## Galeria

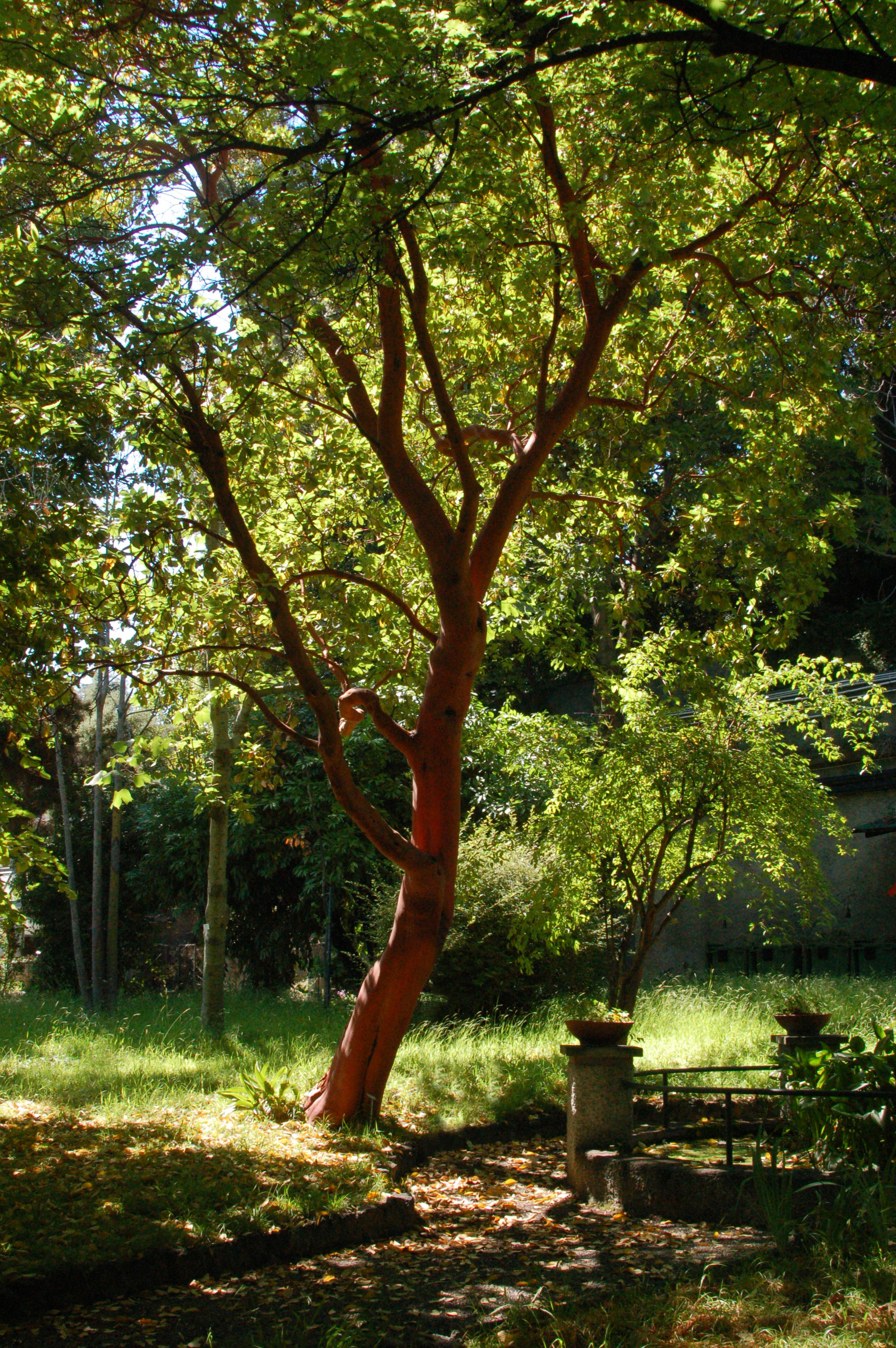
Arbutus andrachne no Orto Botanico dell'Università di Genova.
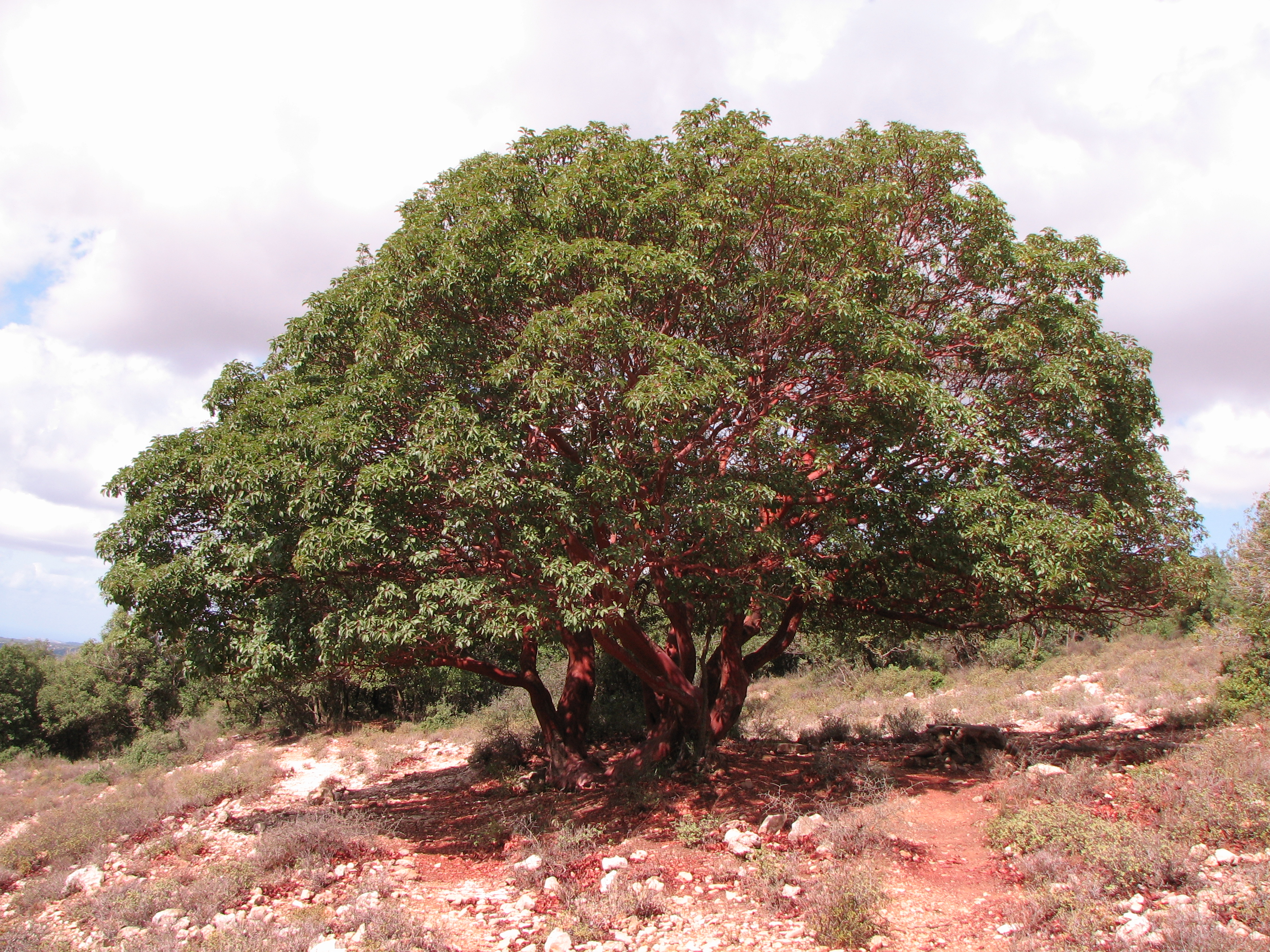
Hábito de Arbutus andrachne.
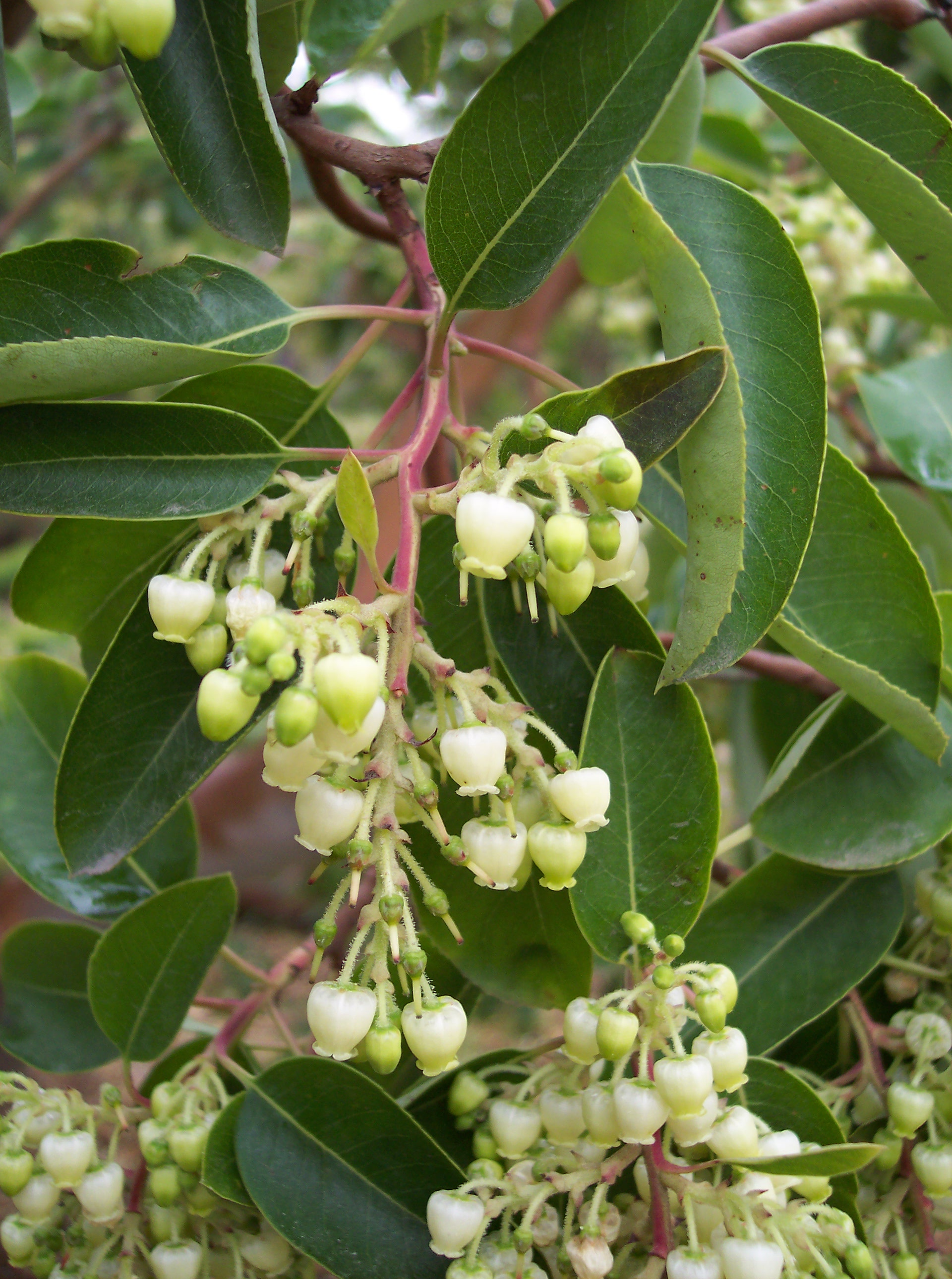
Folhagem e flores.
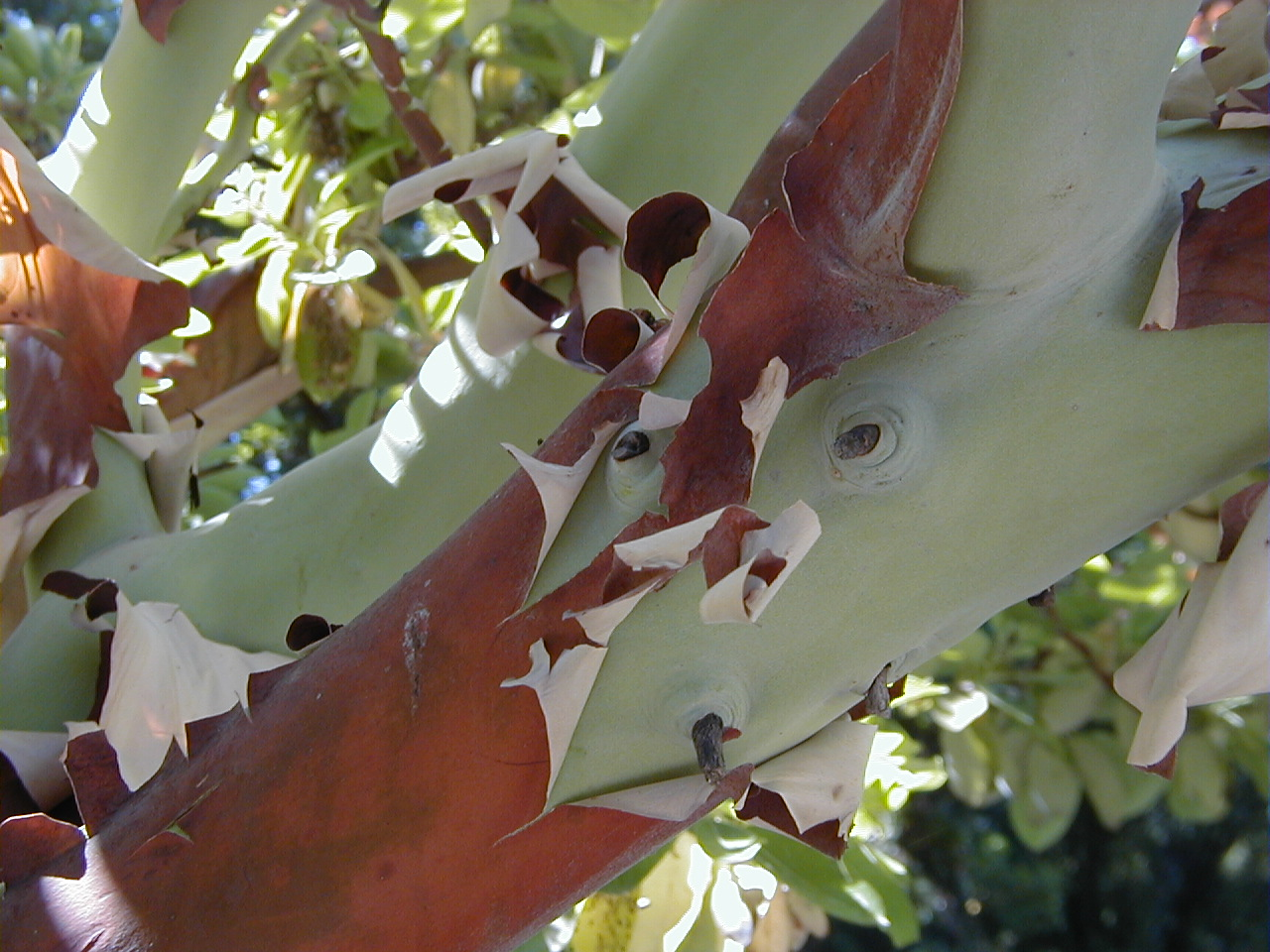
Ritidoma.
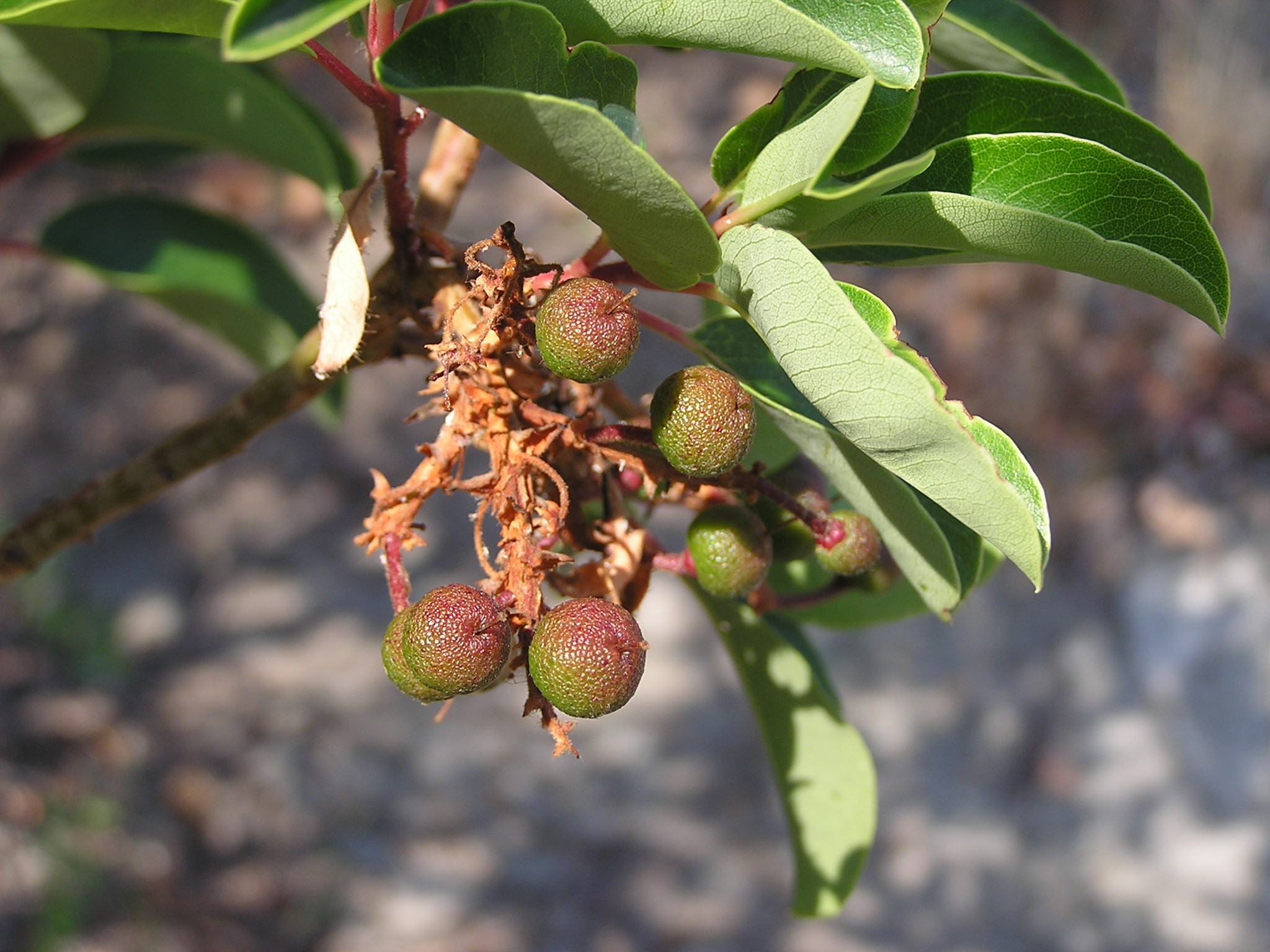
Frutos.
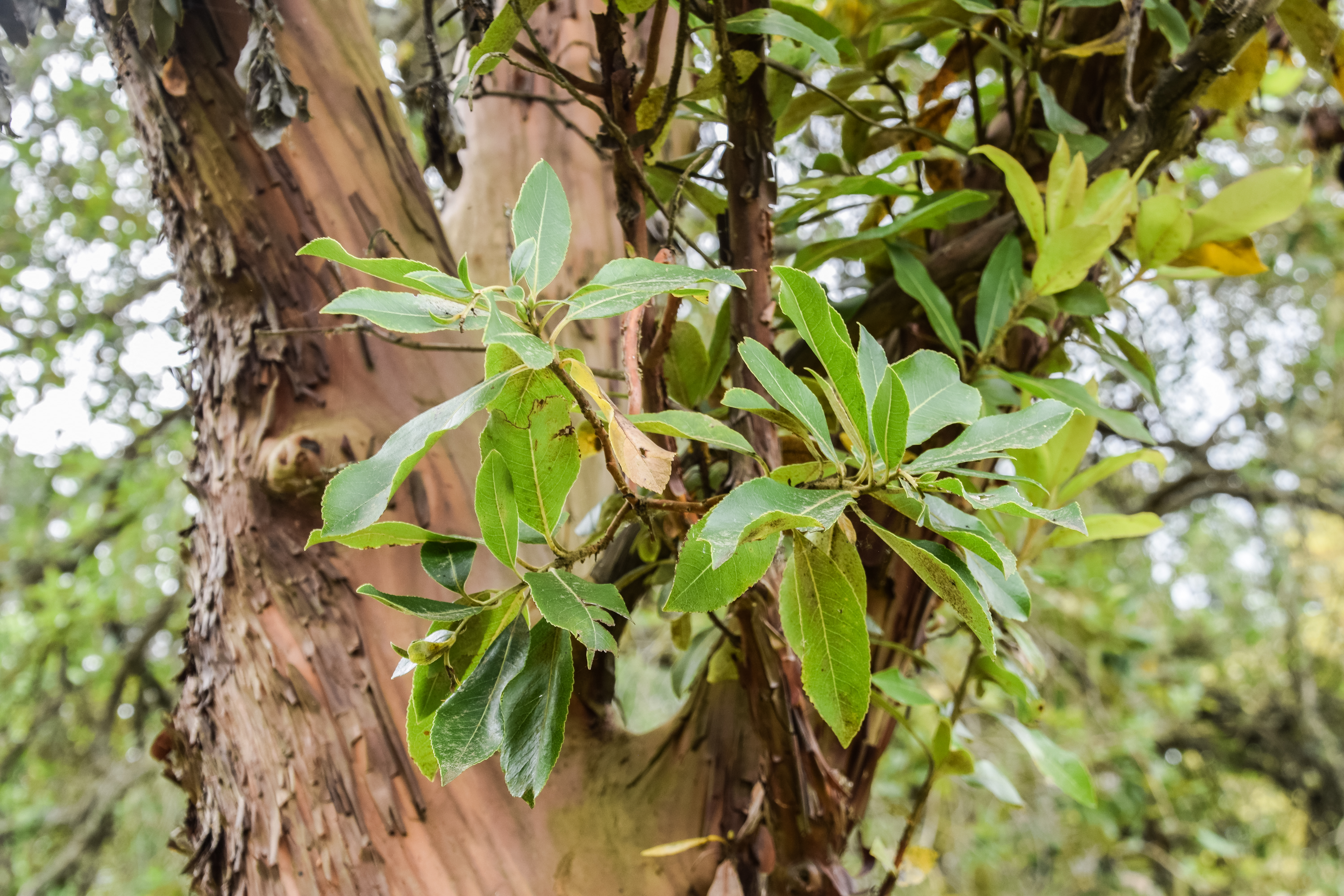
O híbrido Arbutus x andrachnoides.
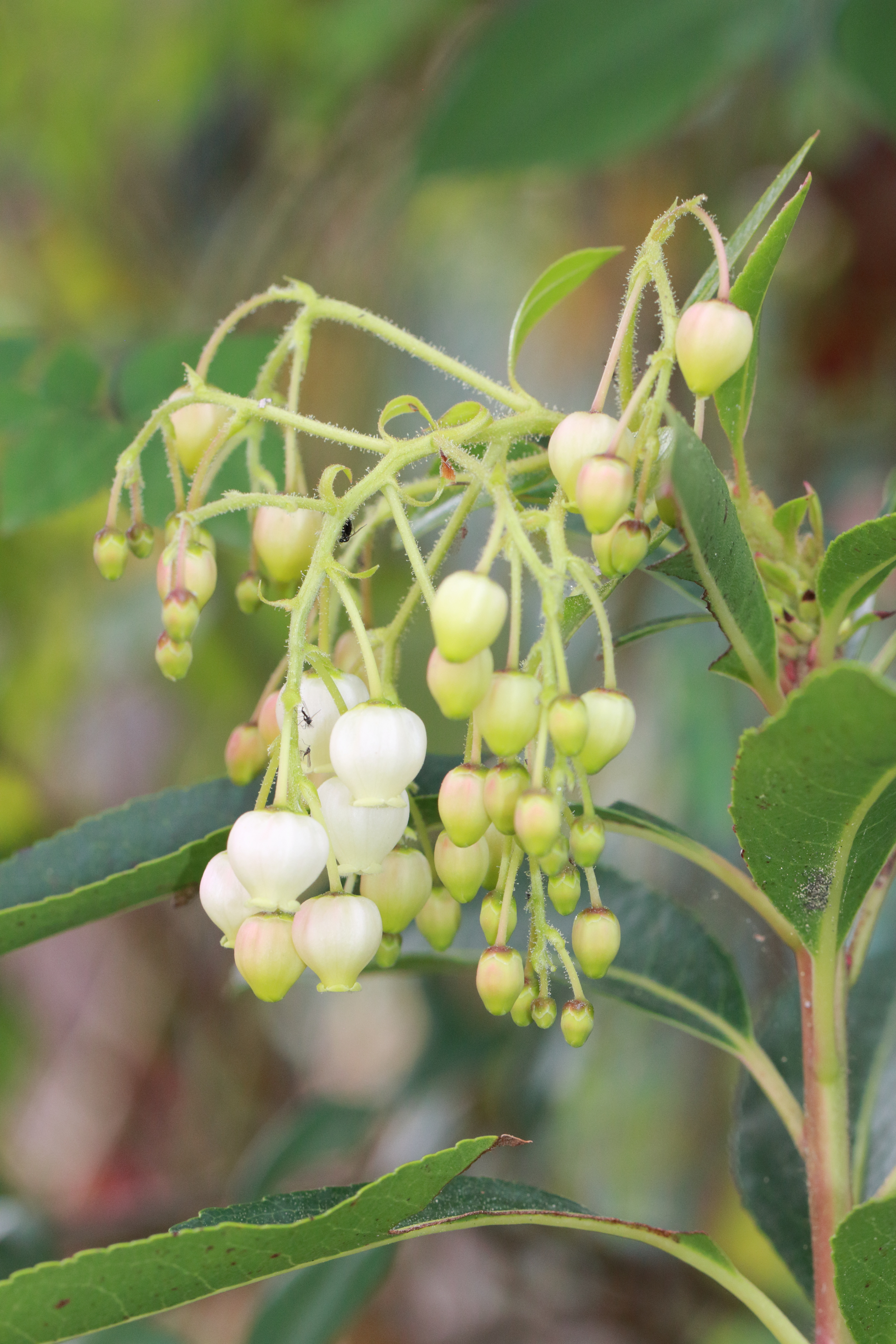
O híbrido Arbutus x thuretiana
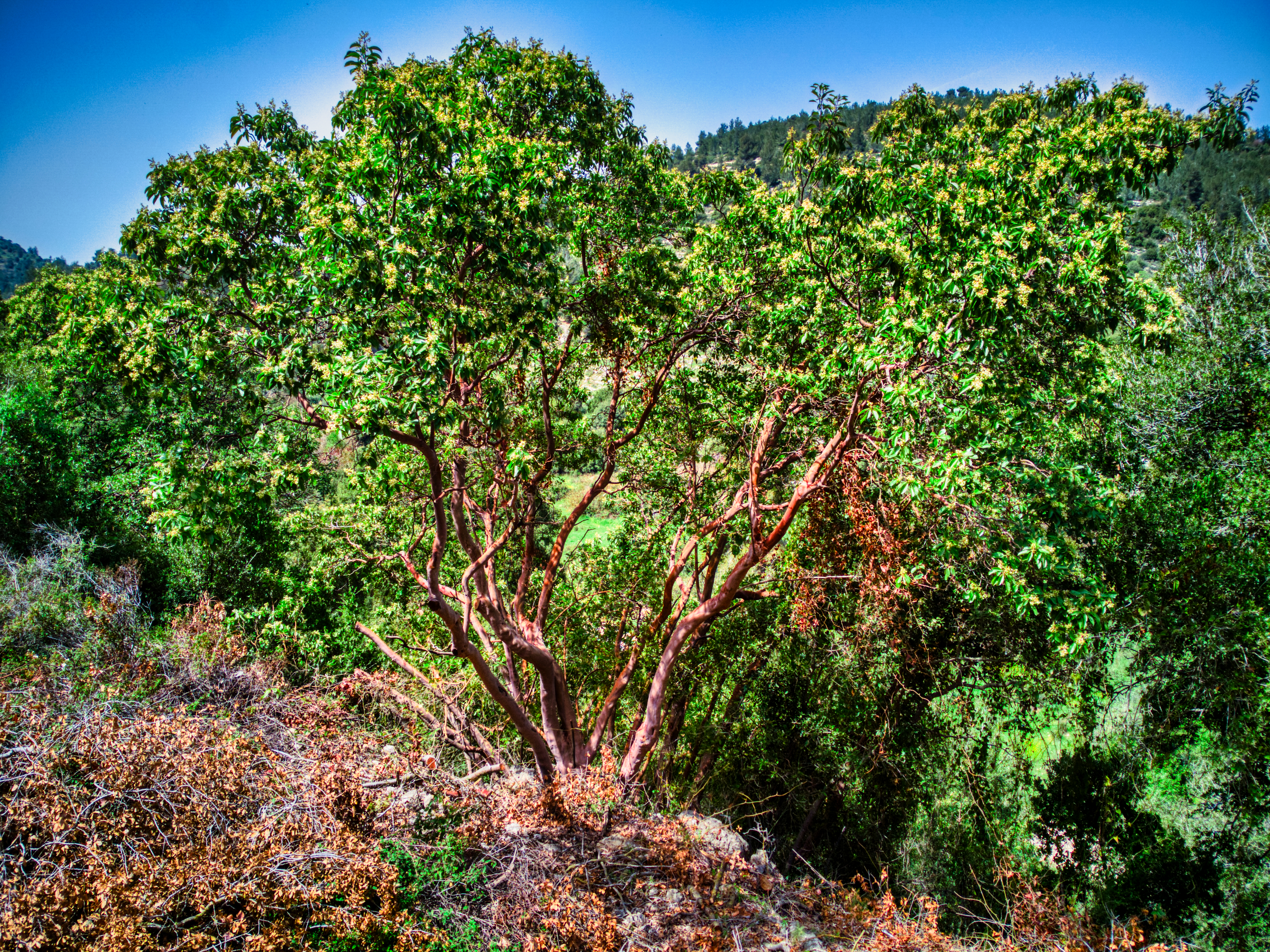
Arbutus andrachne em Israel.